# Saccoblastia ovispora
Saccoblastia ovispora är en svampart som beskrevs av Möller 1895. Saccoblastia ovispora ingår i släktet Saccoblastia och familjen Saccoblastiaceae.   Inga underarter finns listade i Catalogue of Life.